# Ben Thatcher
Benjamin David ("Ben") Thatcher (Swindon, 30 november 1975) is een Engels voormalig betaald voetballer die als linksachter speelde. Thatcher was actief voor Tottenham Hotspur, Leicester City en Manchester City in de Premier League. Op internationaal niveau kwam Thatcher voor Wales uit. Hij speelde zeven interlands.

## Clubcarrière

### Millwall en Wimbledon
Thatcher begon zijn professionele loopbaan bij tweedeklasser Millwall in 1992. In 1996 maakte hij de overstap naar Premier League-club Wimbledon, waar hij speelde tot de club in 2000 degradeerde naar de Football League First Division.

### Tottenham Hotspur
Thatcher volgde doelman Neil Sullivan naar Tottenham Hotspur, maar werd daar een rotatiespeler. Tottenham tastte niettemin aardig in de buidel voor Thatcher en betaalde £ 5.000.000 ,-. Thatcher was nooit een vaste waarde bij Spurs. Desondanks mocht hij aantreden in de verloren finale van de League Cup in 2002. Blackburn Rovers won de League Cup. Hij speelde 90 minuten op de positie van linksachter. Na drie seizoenen verliet hij White Hart Lane. Hij speelde 36 wedstrijden voor Spurs in de Premier League.

### Leicester City
Thatchers volgende club was Leicester City, destijds een staartploeg. Leicester City promoveerde in mei 2003 naar de Premier League, nadat het pas in mei 2002 was gedegradeerd. Thatcher, die dat seizoen 29 wedstrijden speelde, kon niet verhinderen dat Leicester City achttiende werd en zodoende opnieuw degradeerde.

### Manchester City
Manchester City, dat nog niet over grote financiële middelen beschikte, nam Thatcher over voor £ 100.000 ,-. Thatcher kon echter niet overtuigen en was nooit een uitgesproken basisspeler. Op 23 augustus 2006 deelde hij een elleboogstoot uit aan Portsmouth-middenvelder Pedro Mendes, waarvoor hij slechts geel kreeg en zich uitvoerig verontschuldigde in de media en bij Mendes. Mendes was bewusteloos en kreeg een epilepsie-aanval op weg naar het ziekenhuis. Thatcher werd achteraf acht weken geschorst door de Engelse voetbalbond.

### Charlton Athletic en Ipswich Town
In januari 2007 verkaste Thatcher naar toenmalig Premier League-club Charlton Athletic. Hij speelde 22 competitiewedstrijden, maar verliet de club na slechts een seizoen. In februari 2010 beëindigde hij zijn carrière bij tweedeklasser Ipswich Town.